# Javier Méndez
Óscar Javier Méndez Albornoz (ur. 5 grudnia 1994 w Montevideo) – urugwajski piłkarz występujący na pozycji defensywnego pomocnika lub środkowego obrońcy, od 2024 roku zawodnik Peñarolu.